# Gabriel Ferenčík
Gabriel Ferenčík (10 marzo 1919 – 27 aprile 1998) è stato un calciatore slovacco, cittadino cecoslovacco fino al 1993, anno dell'indipendenza della Repubblica Slovacca.

## Carriera

### Nazionale
Ha collezionato 4 presenze con la propria Nazionale.